# Einar Lundell
Carl Arvid Einar "Knatten" Lundell (9. ledna 1894 – 29. března 1976) byl švédský reprezentační hokejový obránce.
V roce 1920 byl členem Švédské hokejové týmu, který skončil čtvrtý na Letních olympijských hrách. Odehrál pět zápasů jako obránce.